# Kiosco morisco
El Kiosco morisco es un kiosco, pabellón, situado en el centro de la Alameda, en el cruce de las calles Dr. Atl y Salvador Díaz Mirón, de la colonia de Santa María la Ribera, en Ciudad de México, siendo el símbolo de la colonia, una de sus construcciones más características y centro de reunión de la comunidad. Se denominó morisco por su parecido a la arquitectura mora y su decoración tan detallada.

## Historia
De finales del siglo XIX, fue diseñado por el ingeniero José Ramón Ibarrola para servir de Pabellón de México en la Exposición Universal de 1884-1885, siendo probable que fuera fundido en Pittsburgh, Pensilvania, en los hornos de Andrew Carnegie, amigo de Ibarrola. 
Tras la exposición, fue traída a México a principios del siglo XX instalandose en el costado sur de la Alameda Central, enfrente del Ex Templo de Corpus Christi, siendo sede de los sorteos de la Lotería Nacional. Durante el Centenario de la Independencia Mexicana el presidente Porfirio Díaz mandó levantar el hemiciclo a Juárez en la ubicación del kiosco, siendo este trasladado a su ubicación actual por la petición de los colonos de Santa María La Ribera.
Se ha reparado en diferentes ocasiones por diferentes administraciones, siendo cambiados los vitrales por cristal común y el adoquín rosa por cuadros de cemento, que le restaron colorido y la colocación de barandillas.
En él se han realizado actos y eventos artístico esporádicos para darle más uso.

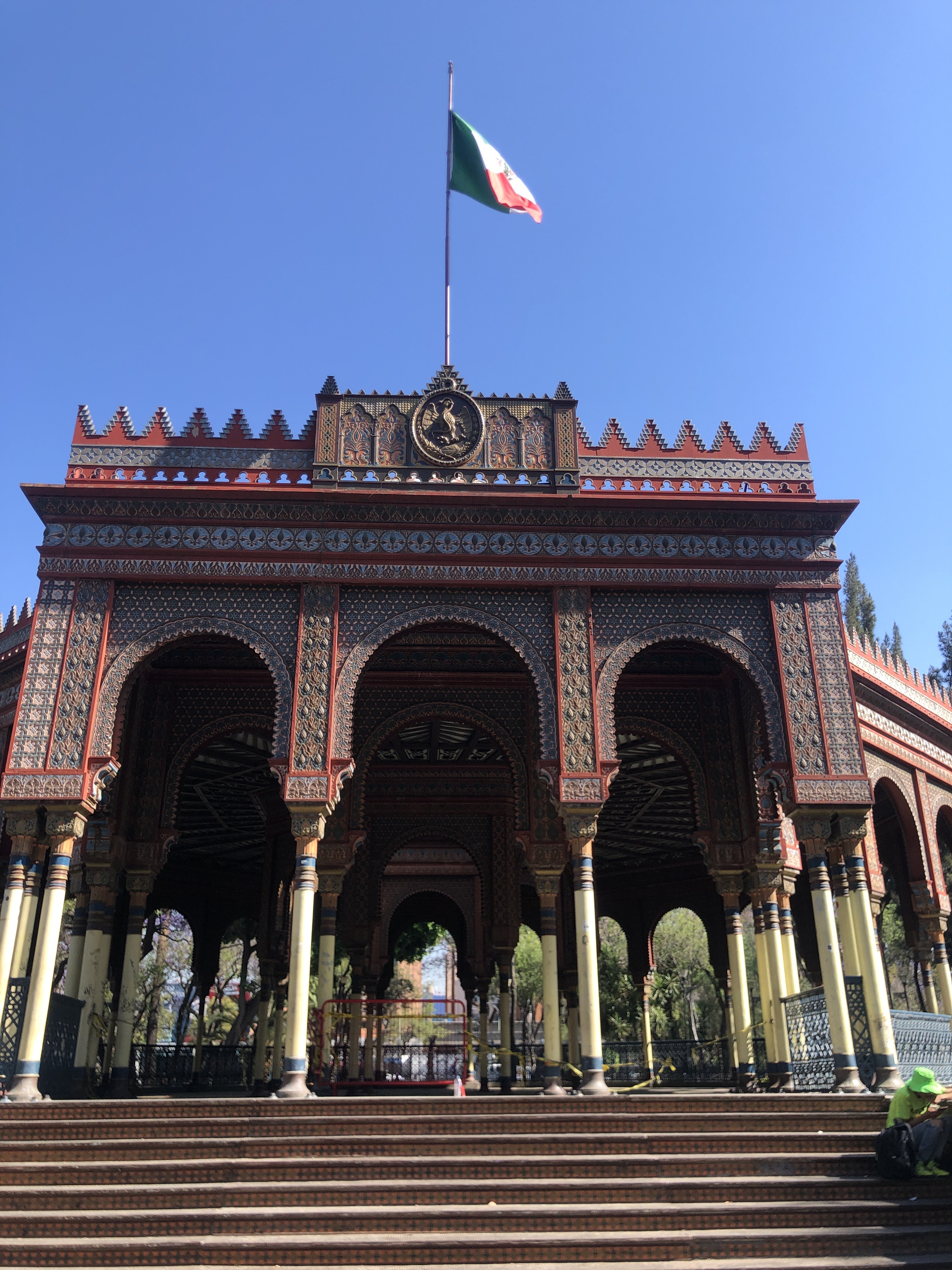

## Descripción

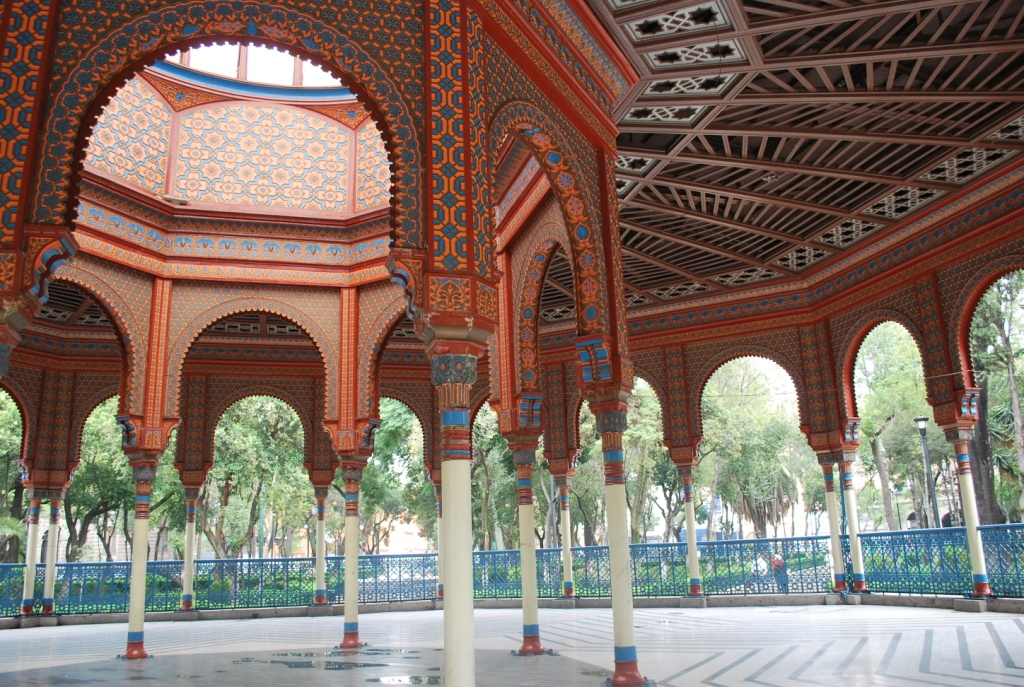
El interior del kiosco.

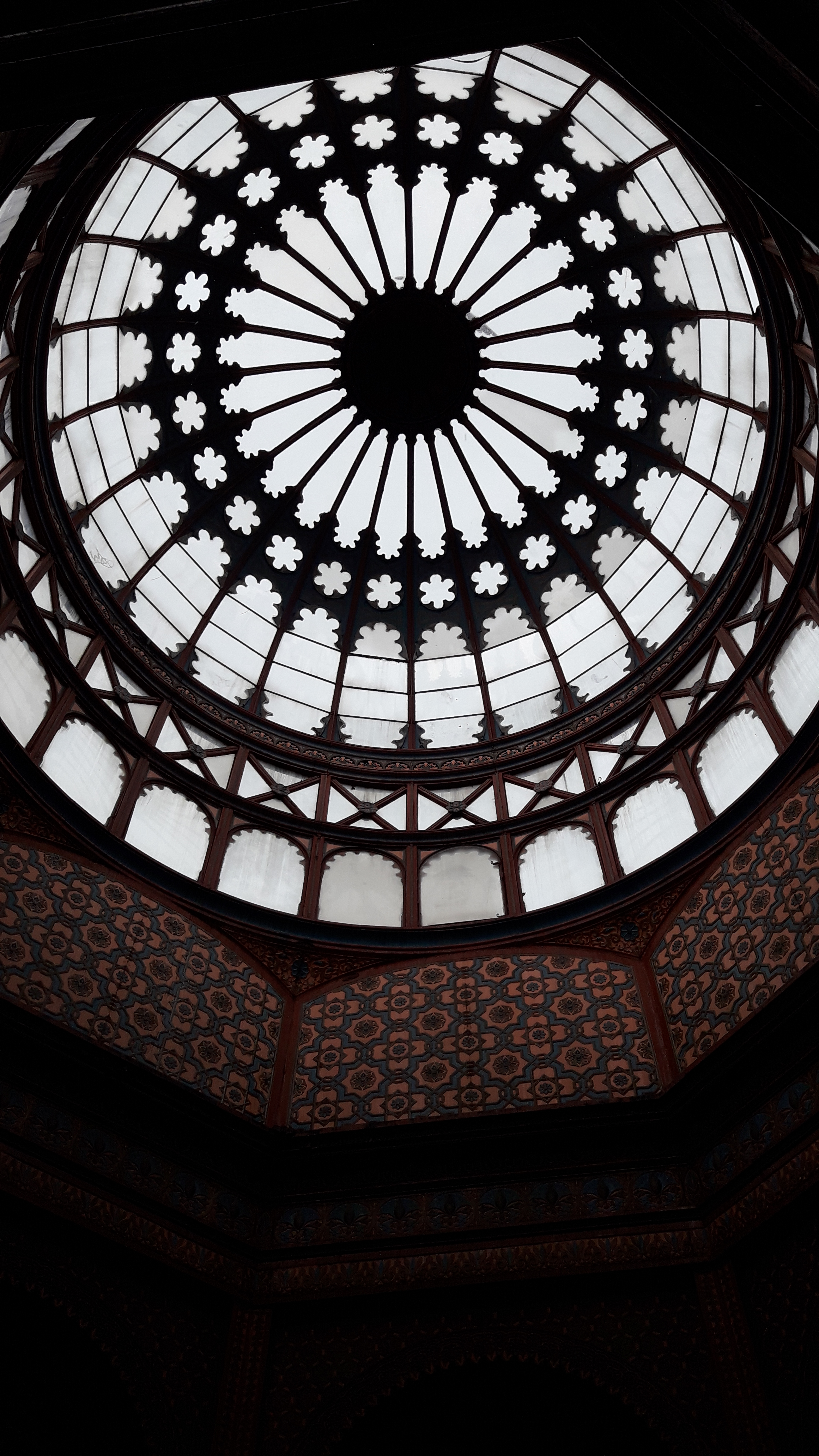
Cúpula del kiosco

El kiosco sirve como eje rector, en ambos sentidos, ubicándose en el centro de la Alameda de Santa María la Ribera. Se levanta a un metro y medio del nivel de piso terminado de la alameda. Su planta consiste en un octágono centrado por una cúpula acristalada que se proyecta al exterior y con una adición rectangular correspondiente al pórtico de acceso. 
Se conforma por una estructura metálica formada por columnas, capiteles, trabes y demás componentes que soportan la cubierta del kiosco. Perimetralmente se forma por una arcada de columnas simples de capitel cúbico con decoración geométrica y vegetal, estas columnas también pueden ser pareadas, o en tríada en las aristas del octágono de la planta y se continúan con pilares que enmarcan arcos peraltados.  
El acceso al kiosco se hace a través de una escalinata determinada por un murete en fábricas de recinto y cantera, hacia ambos lados, arrancando de un basamento en forma de pilar toscano; este murete se prolonga en todo el perímetro del kiosco a manera de rodapié por el cual desplanta, y que soporta un antepecho metálico de formas geométricas como protección, de aproximadamente un metro de altura.  
Se observa también el entablamento y el pretil geométrico y escalonado, en este caso, quebrado. La parte central del pretil está flanqueada por unos pilares que rematan en pináculo y al medio un medallón por encima del cual se alza un asta bandera.
Al interior, un octágono central en planta corresponde con el diámetro de la cúpula radial de cristal y estructura metálica que se alza de un tambor de ocho lados sostenido por una arcada semejante a la del exterior. La cúpula está coronada por un águila porfiriana.
Todos los recubrimientos, tanto del exterior como del interior están decorados con motivos islámicos basados en formas geométricas y vegetación estilizada, así también puede encontrarse cerámica vidriada.
El interior presentaba una exposición que obligaba a los usuarios a visitarla circulando en torno al centro, lugar donde se encontraba una pirámide que culminaba en una gran piedra de ónix, mineral del que México es el principal productor a nivel mundial.